# 신세기 에반게리온의 에피소드 목록
《신세기 에반게리온》은 가이낙스에서 제작한 아니메로 1995년 10월 4일에 TV 도쿄에서 방송을 시작해 1996년 3월 27일에 끝났다. 안노 히데아키가 감독 및 각본을 맡았으며 TV 도쿄와 일본 애드 시스템이 제작 투자했다. 《에반게리온》은 종말론적 액션 애니메이션으로, 선택된 십대 아이들이 탑승하는 거대한 휴머노이드 에반게리온을 이용해 ‘사도’라고 불리는 정체불명의 괴물체와 싸우는 준군사 조직 특무기관 네르프(NERV)를 둘러싸고 일어나는 사건들을 다루고 있다.

## TV 애니메이션
| # | 제목 | 감독                            | 각본                          | 방송일자   |
| --- | --- | ------------------------------- | ----------------------------- | ---------- |
| | |                                 |                               |            |
| 01 | "사도 내습 (使徒、襲来)" "ANGEL ATTACK"                                                                     | 츠루마키 카즈야                 | 안노 히데아키                 | 1995-10-04 |
| 사도와의 접촉으로 인한, 인류의 절반이 사망한 파멸적 재앙 세컨드 임팩트 이후 15년이 지난 2015년, 향후 사도의 공격에 대비하기 위해 유엔은 제3신동경시에 특무기관 네르프를 설치하고 생체 휴머노이드 에반게리온을 개발한다. 사도가 다시 돌아오고, 아직 시험 기동도 채 하지 못한 에반게리온은 선택받은 14세의 아이들이 조종하게 된다. 네르프 총사령관 이카리 겐도의 버림받은 아들 이카리 신지는 제3신동경시로 불려와 에반게리온 초호기의 파일럿으로서 도시를 공격하는 사도 사키엘과 싸우라고 명령받는다. | |                                 |                               |            |
| 02 | "모르는 천장 (見知らぬ、天井)" "THE BEAST"                                                                  | 쓰루마키 가즈야                 | 안노 히데아키 에노키도 요지   | 1995-10-11 |
| 병원에서 눈을 뜬 신지는 ‘모르는 천장’을 마주하지만, 지난 밤 사도와의 전투를 기억하지 못한다. 겐도가 자기 아들에게 아무것도 기대하지 않고 방치하기에, 신지는 네르프 작전부장 카츠라기 미사토의 피보호자가 되어 동거하게 된다. 쓰레기장이나 다름없는 미사토의 아파트로 이사오고 나서 신지는 간밤의 전투를 떠올리기 시작한다. | |                                 |                               |            |
| 03 | "울리지 않는 전화 (鳴らない、電話)" "A Transfer"                                                            | 이시도 히로유키                 | 안노 히데아키 사쓰카와 아키오 | 1995-10-18 |
| 신지는 제3신동경시 제일중학교로 전학가 스즈하라 토우지, 아이다 켄스케, 호라키 히카리를 만난다. 토우지는 신지의 첫 전투 때 여동생이 사고를 당했기 때문에 신지에게 악감정을 품고 그를 때린다. 4번째 사도 샴셸이 내습하고, 현장에 있던 토우지와 켄스케를 구한 뒤 신지는 사도와 맞선다. 사도와의 근접 전투에서 엄청난 고통을 당한 신지는 이 일로 정신적 외상을 입는다. | |                                 |                               |            |
| 04 | "비, 도망친 후 (雨、逃げ出した後)" "Hedgehog's Dilemma"                                                     | 가가 쓰요시                     | 사쓰카와 아키오               | 1995-10-25 |
| 지난 회차들에서 벌어진 일들로 인한, 에반게리온 파일럿으로서의 엄청난 스트레스로 미사토와 말다툼을 한 신지는 가출을 한다. 교외에서 혼자 캠핑을 하던 켄스케와 만난 신지는 곧 네르프에 의해 붙잡혀 파일럿이기를 포기한다. 그러나 마지막 순간, 신지는 제3신동경시를 떠나는 기차를 타지 않고 뒤늦게 따라온 미사토와 다시 만난다. | |                                 |                               |            |
| 05 | "레이, 마음의 저편에 (レイ、心のむこうに)" "Rei I"                                                          | 스기야마 게이이치               | 안노 히데아키 사쓰카와 아키오 | 1995-11-01 |
| 제1회 이전의 사건인 기동 실험에서 폭주를 일으켜 파손되었던 에바 영호기의 수리가 완료되어 재취역한다. 신지는 동료 파일럿인 아야나미 레이에 대해 좀더 알고 싶어하지만 레이가 극도로 배타적이고 타인과의 교류가 없으며 과거 기록이 모두 말소되어 있다는 것만 알게 될 뿐이다. 공중을 떠다니는 단일체 금속 팔면체 형태의, 강력한 입자포로 무장한 다섯 번째 사도 라미엘이 내습하고 초호기에 탑승한 신지는 거의 죽음 직전에 이른다. | |                                 |                               |            |
| 06 | "결전, 제3신동경시 (決戦、第3新東京市)" "Rei Ⅱ"                                                             | 이시도 히로유키                 | 안노 히데아키 사쓰카와 아키오 | 1995-11-08 |
| 사도 라미엘이 제3신동경시 지하의 지오프론트에 위치한 네르프 본부에 침입하기 위해 도시를 천공한다. 강력한 입자포와 지금까지의 사도 중 가장 강력한 AT 필드로 인해 에반게리온을 이용한 직접적 공격은 실패로 돌아갈 수 밖에 없다. 레이가 조종하는 영호기가 방패로 초호기를 지키는 동안, 신지가 조종하는 초호기가 양전자포를 사용해 라미엘을 원격 저격하는 ‘야시마 작전’이 실행되고, 양전자포 가동을 위해 일본 전국에 걸쳐 정전이 일어난다. 신지는 라미엘의 입자포를 막고 실신한 레이를 구하고, 신지에게서 겐도의 모습을 본 레이는 처음으로 신지에게 웃음을 보인다. | |                                 |                               |            |
| 07 | "사람이 만든 것 (人の造りしもの)" "A HUMAN WORK"                                                            | 스기야마 게이이치               | 안노 히데아키 에노키도 요지   | 1995-11-15 |
| 네르프 기술부장인 아카기 리츠코 박사가 신지에게 세컨드 임팩트와 사도의 실체에 대한 약간의 정보를 가르쳐 주면서 사도를 섬멸해야 하는 에반게리온의 의무를 설명한다. 네르프를 적대시하던 일본 중화학공업 공동체가 에반게리온을 대체하겠다며 원자력 동력 로봇 ‘제트 얼론’(Jet Alone, JA)을 개발한다. 외부 전원과 한정된 내부 전원에 의존하는 에반게리온과는 달리, 제트 얼론은 내부에 핵분열 원자로를 내장하여 외부 전원이 없이도 기동할 수 있다. 하지만 미사토와 리츠코도 참가한 첫 기동 시험에서 JA는 폭주하고 원자로는 초임계 수준까지 악화되고 신지와 미사토는 에바 초호기를 동원해 JA를 저지한다. | |                                 |                               |            |
| 08 | "아스카, 일본에 오다 (アスカ、来日)" "Asuka Strikes!"                                                       | 쓰루마키 가즈야                 | 안노 히데아키 에노키도 요지   | 1995-11-22 |
| 미사토를 따라서 신지와 친구 토우지, 켄스케는 에반게리온 이호기와 그 파일럿 소류 아스카 랑그레이를 일본으로 운반하는 국제 연합군 항공모함 선단을 방문한다. 미사토의 옛 애인인 카지 료지도 아스카의 수행역 명목으로 따라온다. 어색한 첫 만남과 재회 도중에 거대한 수중 사도 가기엘과 조우하고, 가기엘은 선단을 공격하기 시작한다. 아스카는 에바 이호기에 신지와 함께 타고 사방치기 하듯 선단 구축함들을 발판 삼아 뛰어다니며 사도를 공격한다. 사도가 이호기를 바닷속으로 끌고 들어가자 미사토는 전함 두 척을 가라앉힌 뒤 이호기의 힘으로 벌린 사도의 입에 물리고 일제사격으로 사도를 섬멸한다. 카지는 겐도에게 태아 상태로 환원된 아담을 전달하고, 아스가가 신지의 반으로 전학온다. | |                                 |                               |            |
| 09 | "순간, 마음, 하나되어 (瞬間、心、重ねて)" "Both of You, Dance Like You Want to Win!"                        | 미즈시마 세이지                 | 안노 히데아키 사쓰카와 아키오 | 1995-11-29 |
| 신지와 미사토가 동거하는 아파트에 아스카도 이사 온다. 아스가가 일본에 정착하자마자 사도 이스라펠이 내습한다. 아스카에 의해 격퇴된 듯 보이던 이스라펠은 분열하여 두 개의 개체로 부활, 초호기와 이호기를 산과 바다에 거꾸로 꽂아 버린다. 네르프는 수치스럽게 UN에 요청해서 N² 폭뢰로 사도를 공격, 사도의 몸의 28 퍼센트를 소각한다. 사도가 몸을 복구하는 데 필요한 6일의 시간을 벌게 되자 미사토는 초호기와 이호기가 동시에 춤추듯 사도를 공격하도록 하는 작전을 세운다. 그리고 이를 위해 신지와 아스카를 최대한 같이 생활하게 하면서 둘의 생체 리듬을 하나로 맞추는 훈련 요법을 시작한다. 사도와의 전투 전날, 신지는 자기 옆에 쓰러져 잠든 아스카에게 키스하려 하다 잠결에 아스가가 눈물흘리며 어머니를 찾자 포기한다. 다음날 두 사람은 완벽하게 안무를 맞추어 사도를 쓰러뜨리지만, 마지막 착지에 실패하여 우스꽝스러운 자세로 널부러지고 만다. 신지와 아스카는 서로에게 책임을 넘기며 말싸움을 벌이고, 네르프 본부는 웃음바다가 된다. | |                                 |                               |            |
| 10 | "마그마다이버 (マグマダイバー)" "Magmadiver"                                                                | 가가 쓰요시 이시도 키로유키     | 안노 히데아키 사쓰카와 아키오 | 1995-12-06 |
| 신지와 아스카는 오키나와로의 수학여행 소식에 흥분하지만, 사도 내습에 대비해야 하기 때문에 제3신동경시를 떠날 수 없다는 소식에 실망한다. 휴면기 상태의 사도 산달폰이 아사마 산 화산 분화구 아래의 알 속에서 발견된다. 네르프는 이를 사도를 포획할 수 있는 좋은 기회로 여기고, 아스카와 이호기가 우스꽝스럽게 생긴 내열 장비를 이용해 마그마 아래로 내려가 포획을 시도한다. 그러나 사도는 곧 부화하여 마그마 아래에서 아스카의 이호기와 사투를 벌인다. 냉각 노즐을 이용한 열팽창으로 사도를 섬멸했지만 이호기 역시 마그마 아래로 가라앉으려는 순간, 신지의 초호기가 손을 내밀어 아스카와 이호기를 구한다. 온천에서 아스카는 미사토의 가슴에 난 흉터를 발견하고, 미사토는 세컨드 임팩트 때 생긴 것이라고 말해준다. | |                                 |                               |            |
| 11 | "정지한 어둠 속에서 (静止した闇の中で)" "The Day Tokyo-3 Stood Still"                                       | 와타나베 다쓰야                 | 안노 히데아키 에노키도 요지   | 1995-12-13 |
| 제3신동경시가 의문의 세력에 의해 공격받아 정전된다. 이로 인해 네르프 직원들은 냉방이 되지 않는 본부동에 갇히게 되고 세 명의 에바 파일럿은 본부동 바깥에 고립된다. 새로운 사도 마타라엘이 내습해 부식성 용액을 네르프 본부에 쏟아붓는 공격을 가한다. 파일럿들은 복잡한 복도와 환기구들을 헤메면서 본부동 센트럴 도그마로 향하고, 네르프 직원들은 수작업으로 에바를 기동시키려고 안감힘을 쏟는다. 이후 도착한 파일럿들이 탄 에바 역시 통기공을 기어서 사도가 있는 곳으로 향한다. 아스카는 신지와 레이의 방패가 되어 용해액을 막아내고 레이가 신지의 라이플을 회수한다. 신지는 라이플의 난사로 사도를 파괴한다. | |                                 |                               |            |
| 12 | "기적의 가치는 (奇跡の価値は)" "She said, "Don't make others Suffer for your personal hatred.""             | 이시도 히로유키                 | 안노 히데아키 사쓰카와 아키오 | 1995-12-20 |
| 거대한 낙하 사도 사하퀴엘이 에반게리온의 힘이 닿지 않는 지구 위성궤도상에 나타난다. N² 무기를 퍼부어도 아무 소용이 없고, 사도는 자기 몸의 일부를 지구로 떨어뜨려 점점 오차를 줄여가면서 제3신동경시로 향한다. 제3신동경시 상공에 사도가 도착하자, 사도는 자기 자신의 몸을 떨어뜨려 거대한 가미가제식 공격을 가한다. 3기의 에반게리온이 모두 출동하여 사도가 충돌하기 전에 AT 필드를 이용해 사도를 받아내고, 섬멸한다. 미사토는 세 칠드런에게 라면 턱을 내고, 신지는 처음으로 겐도에게 칭찬을 듣고 기뻐한다. | |                                 |                               |            |
| 13 | "사도, 침입 (使徒、侵入)" "LILIPUTIAN HITCHER"                                                              | 오카무라 덴사이                 | 안노 히데아키 이소 미츠오     | 1995-12-27 |
| 파일럿들은 알몸으로 리츠코가 감독하는 싱크로 실험을 받는다. 이때 수조 외벽에 난 균열에서 나타난 사도 이로울이 레이가 탑승한 에바 모의체를 감염시킨다. 이 사도는 수백만 개의 미생물이 모인 군집 형태의 사도로, 미생물들이 상호작용하면서 살아있는 생체 컴퓨터 회로를 형성한다. 이로울은 네르프의 컴퓨터 전산망을 감염시키고 세 대의 마기 슈퍼컴퓨터 중 두 대인 발타자르와 멜키오르에 침입하고 리츠코가 방화벽을 설치하기 전까지 네르프 본부동을 조종한다. 이로울은 슈퍼컴퓨터 세 대의 만장일치가 필요한 본부동 자폭을 시도한다. 리츠코는 사도를 자멸시키고 본부를 정상화시키기 위해 마지막 슈퍼컴퓨터 캐스퍼에 접속한다. | |                                 |                               |            |
| 14 | "제레, 혼의 좌 (ゼーレ、魂の座)" "WEAVING A STORY"                                                          | 오쓰카 마사히코 안도 켄         | 안노 히데아키                 | 1996-01-03 |
| 이 에피소드의 처음 절반은 제레가 겐도의 행동들을 평가하는 보고의 형식으로 된 총집편으로 지금까지의 이야기를 총정리하고 있다. 다음 절반에서는 리츠코가 에반게리온 파일럿들이 서로 기체를 바꿔 타도 싱크로할 수 있는지 실험을 실시한다. 레이는 초호기와 문제없이 동기화했지만 신지가 영호기와 동기화를 시도하는 순간, 신지의 제3신동경시 도착 이전에 있었던 것과 꼭 같은 폭주를 일으켜 실험실 관측소 공간을 공격해 유리창을 두들겨 부순다. 이전의 폭주 사건 때와 달리 겐도가 아닌 레이가 그 자리에 서 있는 것을 보고 미사토는 영호기가 레이를 죽이려 하는 것인지 의문을 가진다. 하지만 리츠코는 영호기가 공격하려고 한 것은 자신이라고 생각한다. 극 종반 즈음, 레이는 영호기를 이용해 남극에서 공수되어 온 ‘롱기누스의 창’을 네르프 최하층, ‘터미널 도그마’로 가져간다. | |                                 |                               |            |
| 15 | "거짓과 침묵 (嘘と沈黙)" "Those women longed for the touch of others' lips, and thus invited their kisses." | 하부 나오야스                   | 안노 히데아키 사쓰카와 아키오 | 1996-01-10 |
| 카지는 비밀리에 네르프의 어두운 과거를 파헤치기 시작한다. 카지와 미사토, 리츠코는 친구의 결혼식에 참석하고, 아스카는 히카리의 부탁으로 데이트를 나간다. 신지는 어머니의 무덤에 성묘를 가서 겐도를 만난다. 그 뒤, 미사토의 아파트에서 아스카는 ‘심심하니까’라는 핑계로 신지에게 키스하지만 신지는 숨이 막혀 떨어져 나간다. 같은 시간대 결혼식에서 돌아오던 미사토와 카지는 키스하며 재결합한다. 미사토는 카지가 스파이라는 것을 알아내지만 카지는 네르프가 미사토에게 숨기고 있는 것, 터미널 도그마에 숨겨져 있는 제1사도 아담을 보여준다. | |                                 |                               |            |
| 16 | "죽음에 이르는 병, 그리고 (死に至る病、そして)" "Splitting of the Breast"                                   | 쓰루마키 가즈야                 | 안노 히데아키 야마구치 히로시 | 1996-01-17 |
| 신지는 싱크로율 테스트에서 처음으로 아스카를 이기고 우쭐해한다. 검고 흰 얼룩말 무늬의 구체 형태인 기괴한 사도 레리엘이 제3신동경시 상공에 나타난다. 아스카의 도발에 무작정 사도를 공격하던 신지의 초호기는 사도의 그림자 속으로 빨려 들어간다. 리츠코는 초호기를 삼킨 그림자가 반경 600 미터지만 두께는 3 나노미터밖에 되지 않는데, 이쪽이 사실 사도의 본체로 디랙의 바다로, 수학적인 개념으로만 설명되는 허수 공간으로 통하고 있다고 설명한다. 초호기를 잃은 네르프는, 신지까지 죽을 수 있음에도, 가지고 있는 N² 폭탄을 사도 안에 쏟아부을 작정을 한다. 한편 레리엘 안의 이공간에 갇혀 있던 신지는 자기성찰적 내면세계로 빠져들고 어머니에 대한 잊었던 기억을 되살린다. 초호기의 생명 유지 장치의 전원이 다하자 신지는 의식을 잃고, 빛나는 여성의 형체가 그를 감싸안는다. 이윽고 폭주한 초호기가 레리엘을 안에서부터 찢고 나와 파괴하고, 아스카를 비롯한 나머지 사람들은 그 광경을 아연실색해 바라본다.                              | |                                 |                               |            |
| 17 | "네 번째 적격자 (四人目の適格者)" "FOURTH CHILDREN"                                                         | 오하라 미노루                   | 안노 히데아키 히구치 신지     | 1996-01-24 |
| 네바다 사막에 있는 네르프 제2지부가 섬광과 함께 소멸, 반경 89 km이내의 수천 명의 사람들이 사라진다. 이 참사는 미국에서 막 건조된 에바 4호기에 무한 동력을 공급하기 위해 S² 기관을 실험하다 일어난 것이었다. 미국 정부는 4호기의 사고에 경악하여 메사추세스 네르프 제1지부에 있던 3호기를 일본 네르프 본부에 떠넘기려고 한다. 3호기가 일본에 도착하고, 스즈하라 토우지가 그 파일럿으로 선출된다. | |                                 |                               |            |
| 18 | "목숨의 선택을 (命の選択を)" "AMBIVALENCE"                                                                  | 오카무라 덴사이                 | 안노 히데아키 히구치 신지     | 1996-01-31 |
| 항공으로 미국에서 일본으로 이동된 3호기는 정체불명의 구름 속을 비행하다 미세 크기의 사도에게 감염된다. 토우지가 첫 싱크로 테스트를 할 때, 3호기는 폭주하고 사도 발디엘로 각성한다. 사도의 힘과 에바의 몸을 모두 가진 발디엘은 실험 기구들을 모두 파괴하고 제3신동경시로 향한다. 세 기의 에반게리온이 출동해 발디엘과 맞서지만, 사도는 이호기와 영호기를 빠른 속도로 무력화시킨다. 신지는 토우지가 3호기 안에 갇혀 있는 사실을 몰랐지만, 파일럿을 보호하기 위해 공격하기를 거부한다. 발디엘이 초호기를 공격하자 겐도는 신지의 싱크로를 차단하고 더미 시스템을 실행한다. 더미 시스템의 통제하에 초호기는 강제로 폭주해 발디엘을 문자 그대로 갈기갈기 찢어버리고 엔트리 플러그를 뭉개 버린다. 전투가 끝난 뒤, 이미 정신적으로 충격을 받은 신지는 박살난 엔트리 플러그에서 토우지가 꺼내지는 모습을 보고 공포에 질려 비명을 지른다. | |                                 |                               |            |
| 19 | "남자의 싸움 (男の戰い)" "INTROJECTION"                                                                     | 마사유키                        | 안노 히데아키 사쓰카와 아키오 | 1996-02-07 |
| 초호기와 발디엘의 처참한 싸움, 친구 토우지의 빈사, 그리고 겐도의 차가운 무관심에 분노한 신지는 두 번째로 파일럿이기를 포기한다. 그러나 신지가 제3신동경시를 떠나려는 때, 사도 제루엘이 나타나 네르프 상층 장갑들을 모조리 파괴한 뒤 다른 에바들을 손쉽게 무력화시킨다. 지오프론트 모처의 수박밭에 물을 주고 있던 카지와 만나 이야기를 나눈 신지는 사도가 네르프 본부에 난입하기 직전에 네르프로 돌아와 초호기를 타고 사도에 맞선다. 초호기의 내부 전원이 고갈되고 사도는 힘으로 초호기를 압도하여 에바의 흉부 장갑을 뜯어낸다. 그 자리에는 사도의 그것과 똑같은 코어가 있었다. 사도가 초호기의 코어를 공격하자, 신지는 초호기에 움직여 달라고 애원한다. 초호기는 폭주하여 사도를 넘어뜨린 뒤 사도를 갈갈이 찢어 뜯어먹는다. 이로 인해 초호기는 사도의 S² 기관을 가지게 된다. | |                                 |                               |            |
| 20 | "마음의 모습, 사람의 모습 (心のかたち 人のかたち)" "WEAVING A STORY 2: oral stage"                          | 오쓰카 마사히코                 | 안노 히데아키                 | 1996-02-14 |
| 사도 제루엘과의 사투가 절정에 달했을 때, 신지와 초호기의 싱크로율은 400%에 이르러 신지는 에바에 흡수되어 엔트리 플러그 안의 LCL 속에 섞여 버린다. 한 달 이상의 기간동안 초호기는 붕대를 덕지덕지 바른 채 케이지 안에 구속되고 리츠코는 신지를 되돌릴 온갖 방법을 모색한다. 아스카는 집에 혼자 남아 지난 전투에서의 무력감 때문에 히스테리에 빠진다. 한편, 신지의 의식은 이전 레리엘에 삼켜졌을 때와 같이 심층 정신을 향해 성찰적 여행을 떠난다. 신지는 초호기와 융합되어 있는 동안 어머니 이카리 유이의 영혼을 만나고, 유이와 이야기를 나눈 뒤 신지는 초호기의 코어를 통해 ‘다시 태어난’다. 그날 저녁, 미사토와 카지는 밀회를 가지고 리츠코는 이를 못마땅하게 생각한다. 여관에서 카지는 성관계 도중, 자신이 진실에 대해 조사한 데이터들이 담긴 캡슐을 미사토에게 전해준다. | |                                 |                               |            |
| 21 | "네르프 탄생 (ネルフ、誕生)" "He was aware that he was still a child."                                      | 이시도 히로유키 스즈키 슌지     | 안노 히데아키 사쓰카와 아키오 | 1996-02-21 |
| 네르프 부사령관 후유츠키 코조가 제레에 의해 납치되어 초호기가 사도를 잡아먹고 S² 기관을 획득한 사건에 대해 심문을 받는다. 한편, 카지는 네르프에 대한 진실을 파헤치기 위해 근무지에서 무단 이탈하고 후유츠키는 자신이 겐도와 유이를 처음 만났던 때와 세컨드 임팩트를 둘러싼 어두운 사건들, 그리고 네르프와 에반게리온 프로젝트의 탄생에 이르기까지 과거를 회상한다. 후유츠키의 회상에는 미사토, 리츠코, 레이의 과거도 포함되어 있었다. 미사토는 세컨드 임팩트 당시 아버지인 카츠라기 교수를 따라 남극에 갔다가 홀로 살아남았으며, 리츠코는 어머니 아카기 나오코 박사와 겐도의 정사를 목격하고 충격을 받았다. 레이는 신지의 어머니 유이의 복제인간이었으며, 첫 번째 레이는 나오코 박사에게 살해당했다. 카지는 후유츠키를 제레에게서 구출한 뒤 제레측에 의해 총살당한다. 카지가 후유츠키를 납치한 것으로 오해한 네르프 측에 의해 연금당했던 미사토는 석방된 뒤 카지의 죽음을 눈치채고 오열한다.                                          | |                                 |                               |            |
| 22 | "적어도, 인간답게 (せめて、人間らしく)" "Don't Be."                                                         | 다마쿠라 아키라 쓰루마키 가즈야 | 안노 히데아키 야마구치 히로시 | 1996-02-28 |
| 사도에게 패배한 뒤로 아스카의 싱크로율은 떨어지고, 이것은 2호기 파일럿으로서의 능력에도 영향을 준다. 아스카는 지금의 성격을 만들어낸 자신의 비극적인 어린 시절이 회상한다. 새로운 사도 아라엘이 지상의 무기로 요격할 수 없는 지구의 위성 궤도에 나타난다. 아스카는 사도와의 전투에서 레이의 백업으로 나서라는 명령을 거부하고, 직접 아라엘과 싸우기 위해 발진한다. 아라엘은 아스카에게 정신 공격을 가하고, 과거의 트라우마를 상기하게 된 아스가가 싱크로율을 유지할 수 없게 되자 2호기는 정지된다. 겐도는 레이에게 롱기누스의 창을 회수하여 사도를 공격하도록 지시한다. 창은 성공적으로 날아가 AT 필드를 뚫고 아라엘을 소멸시키지만, 달의 궤도로 날아가 버려 회수할 수 없게 된다. 아스카는 사도에게 패배했다는 좌절감과 레이에게 도움을 받았다는 사실에 분노하게 된다. | |                                 |                               |            |
| 23 | "눈물 (涙)" "Rei III"                                                                                       | 마스오 소이치 마사유키          | 안노 히데아키 야마구치 히로시 | 1996-03-06 |
| 아스카는 마지막 사도에게 마음을 공격 당하면서 임상 우울증에 빠진다. 다음 사도인 아르미사엘이 0호기와 융합을 시도하여, 과거의 사도들이 신지와 아스카에게 했던 것처럼 레이의 마음에 침투하게 된다. 지원을 위해 투입된 신지를 구하고 아르미사엘을 소멸시키고자 레이는 0호기로 자폭한다. 하지만 죽은줄 알았던 레이는 회복한 모습으로 다시 등장한다. 미사토는 카지가 준 단서들을 토대로 리츠코에게 진실을 밝힐 것을 강요하고, 리츠코는 신지와 미사토에게 네르프의 어두운 비밀을 밝히고 레이의 복제 인간들을 보여준 뒤 그것들을 파괴한다. | |                                 |                               |            |
| 24 | "최후의 사자 (最後のシ者)" "The Beginning and the End, or "Knockin' on Heaven's Door"                       | 마스오 소이치 마사유키          | 안노 히데아키 사쓰카와 아키오 | 1996-03-13 |
| 절망에 빠진 아스카는 긴장증에 빠져 헤어나오지 못하고, 제레는 그녀를 대신 할 2호기의 대체 파일럿으로 나기사 카오루를 네르프에 보낸다. 신지는 자신에게 호의적인 카오루를 보고 깊은 유대감을 느끼고 친구가 된다. 하지만, 카오루가 네르프 본부 최하층의 터미널 도그마에 진입해 아담과 융합하기 위해 보내진 사도라는 것이 밝혀진다. 아담에게 진입하는 카오루를 막기 위해 1호기를 타고 투입한 신지는 터미널 도그마에서 카오루의 의지에 따라 행동하는 2호기와 전투를 벌인다. 카오루는 신지가 2호기와 전투를 벌이는 동안 터미널 도그마의 사도를 맞닥뜨리지만, 사도가 아담이 아닌 리리스라는 사실을 깨닫게 된다. 그것이 뜻하는 바를 깨닫게 된 카오루는 신지에게 인류의 멸망을 막기 위해 자신을 죽여달라고 부탁한다. 신지는 진정한 친구라고 생각했던 카오루를 죽이는 것을 망설이지만, 결국에는 카오루를 죽이게 된다. 카오루를 죽인 것에 죄책감을 느끼는 신지는 미사토와 대화를 청하자, 그녀는 자신의 논리로 신지를 위로한다.                    | |                                 |                               |            |
| 25 | "종말하는 세계 (終わる世界)" "Do you love me?"                                                              | 쓰루마키 가즈야                 | 안노 히데아키                 | 1996-03-20 |
| 인류보완계획이 실행되고, 인류의 영혼은 하나의 통합체로 합쳐진다. 신지, 아스카, 미사토, 레이는 자신들의 존재의 이유를 찾기 위해 분투한다. 신지는 자신이 아무에게도 방해받지 않는, 자신만 존재할 수 있는, 자신만의 세계를 만들었다는 것을 알게된다. 그러면서도 물 속에 잠겨 있는 이호기, ‘알려지지 않은 진실’, 레이를 어딘가로 데려가는 겐도, LCL에 떠 있는 리츠코의 시체, 피를 흘리며 쓰러져 있는 미사토, 그리고 마치 사이코드라마 무대와도 같은 배경 등이 불길한 분위기를 고조시킨다. | |                                 |                               |            |
| 26 | "세계의 중심에서 나를/사랑을 외친 짐승 (世界の中心でアイを叫んだけもの)" "Take care of yourself."           | 마사유키 쓰루마키 가즈야        | 안노 히데아키                 | 1996-03-27 |
| 인류의 생존을 위해 시도한 인류보완계획은 이어진다. 신지는 계속해서 자아와 싸우며, 자신이 에반게리온의 파일럿이 아닌 또 다른 존재로 있는 세계를 보게 된다. 이를 본 후에 신지는 자신의 존재에 대해서 깨닫고 마음의 벽을 허물게 된다. 신지의 주위로 시리즈의 등장인물들이 박수를 쳐주며 축하말을 건네고, 신지는 그들에게 감사하다는 말로 웃으며 화답한다. | |                                 |                               |            |

## 극장판
| #  | 제목                                                             | 감독                                   | 각본          | 방송일자   |
| -- | ---------------------------------------------------------------- | -------------------------------------- | ------------- | ---------- |
|    |                                                                  |                                        |               |            |
| -  | "죽음 (DEATH)"                                                   | 안노 히데아키 쓰루마키 가즈야 마사유키 | 안노 히데아키 | 1997-03-15 |
| -  | "재생 (REBIRTH)"                                                 | 쓰루마키 가즈야                        | 안노 히데아키 | 1997-03-15 |
| 25 | "에어 (エア)" "Love is Destructive"                              | 쓰루마키 가즈야                        | 안노 히데아키 | 1997-07-19 |
| 26 | "진심을 너에게 (まごころを、君に)" "ONE MORE FINAL: I need you." | 안노 히데아키                          | 안노 히데아키 | 1997-07-19 |

### 내용주
1. ↑  에반게리온 OST 1집에 수록된 노래의 제목이자, 세가의 논스톱 클라이맥스 액션 게임 바요네타의 미니 게임 이름이기도 하다.
2. ↑  에반게리온 OST 1집에 수록된 노래의 제목이기도 하다.
3. ↑  에반게리온 OST 1집에 수록된 노래의 제목이기도 하다.
4. ↑  에반게리온 OST 1집에 수록된, 레이의 테마곡 제목이기도 하다.
5. ↑  동북 지방 대지진 당시 전력 복구를 위한 절전 캠페인이 여기서 유래하여 ‘야시마 작전’이라고 이름붙여졌다.[1][2]
6. ↑  strike는 ‘(태풍이) 상륙하다’라는 뜻의 동사이다. 아스카를 태풍에 비유한 것. 에반게리온 OST 1집에 수록된 아스카의 테마곡 제목이기도 하다.
7. ↑  신지와 아스가가 합동 작전을 할 때 흘러나오는, 에반게리온 OST 2집에 수록된 노래의 제목이기도 하다.
8. ↑  에반게리온 OST 2집에 수록된 노래의 제목이기도 하다.
9. ↑  영화 《지구가 멈추는 날》의 패러디.
10. ↑  에반게리온 OST 3집에 수록된 노래의 제목이기도 하다.
11. ↑  “릴리푸티안"은 《걸리버 여행기》에 나오는 소인국 릴리풋의 인간을 의미, 네르프 중앙 컴퓨터에 침입한 미세군 형태의 사도를 뜻한다.
12. ↑  座는 단순히 자리를 의미할 수도 있고, 종교적 모임을 의미할 수도 있으며, 옥좌를 의미할 수도 있다(영어 위키백과에서는 throne으로 번역.). 또한 노(能) 등에서의 동업자 조직인 자(座)를 의미할 수도 있다.
13. ↑  에반게리온 OST 3집에 수록된, 미사토와 카지의 키스신에서 사용된 배경 음악의 제목이기도 하다. 여기서 ‘그 여자들’은 아스카와 미사토를 의미한다고 할 수 있다.
14. ↑  에반게리온 3집에 수록된 노래의 제목이기도 하다.
15. ↑  ‘모순되는 두 가지 감정을 가진 정신 상태’를 의미하는 심리학 용어.
16. ↑  ‘내사’(內射)를 뜻하는 심리학 용어. 내사는 ‘투사’(投射, Projection)와 대비되는 개념이다. 이카리 신지가 플러그에 흡수된 것을 뜻하기도 한다. 에반게리온 OST 3집에 수록된 노래의 제목이기도 하다.
17. ↑  프로이트 정신분석학에서, 생후 18개월까지의 성적 발달 단계의 첫 단계.
18. ↑  에반게리온 OST 3집에 수록된, 이후 최종화에서 흘러나온 노래의 제목이기도 하다.
19. ↑  シ者로 표기된 '사자'는 사자(使者)와 사자(死者)를 모두 나타낼 수 있다. 제24화에서 등장하는 캐릭터인 나기사 카오루(渚 カヲル)의 이름은 '사자의 끝'(シ者 オワリ)에 대한 언어 유희이기도 하다.
20. ↑  ‘Knockin' on Heaven's Door’는 잘 알려진 영미권 대중 가요이자, 네르프 내부에서 아담(릴리스)이 수용되어 있는 부분이 헤븐스 도어(Heaven's Door, 천국의 문)로 불린다는 점에 대한 말장난(pun)이기도 하다.
21. ↑  이 장면들은 모두 극장판 《엔드 오브 에반게리온》의 내용과 일치하고 있으며, 이에 따라 《엔드 오브 에반게리온》의 충격적 전개가 이미 TV 애니메이션 방영 당시부터 정해져 있었다는 사실을 알 수 있다.
22. ↑  이 제목에서 가타카나 '아이(アイ)'는 영문 "I"와 일본어 "사랑"을 모두 뜻할 수 있다. (부제 Take care of Yourself.는 첫 번째 해석을 따른 쪽이라고 볼 수 있음.) 또한 할런 엘리슨의 단편집 《세상의 중심에서 사랑을 외친 짐승》(The Beast that Shouted Love at the Heart of the World)의 패러디이기도 하다.

### 참조주
1. ↑  "Evangelion inspires Operation Yashima After Quake". Anime News Network. 2011-03-12, Retrieved 2011-03-20
2. ↑  SATOSHI HAMANO (2011년 4월 21일). “Tweeting 'slacktivists' could create true social change”. 《아사히 맥주》 (영어). 2012년 3월 21일에 확인함. Twitter offers one example in the spread of the "Yashima Sakusen" (Operation Yashima) movement, which derives its title from the anime series "Neon Genesis Evangelion." Using the social networking service, Twitter users urge others to conserve energy. All that "tweeps" have to do is retweet the phrase, spreading the word to their own followers. The ease of participating in a charitable cause with a simple click has caused Yashima Sakusen to spread like wildfire around the Japanese Twitterverse